# Hans-Jürgen Oehlenschläger
Hans-Jürgen Oehlenschläger (* 8. August 1943; † 18. Oktober 2002) war ein deutscher Fußballspieler.

## Karriere
Der aus der OFC-Jugend gekommene Defensivspieler Oehlenschläger spielte mit Kickers Offenbach in der Saison 1962/63 in der Oberliga, wo er zu zwei Einsätzen kam. Er debütierte unter Trainer Hans Merkle am 28. Oktober 1962 bei einer 1:2-Auswärtsniederlage beim VfB Stuttgart in der Oberliga. Er bildete mit dem erfahrenen Alfred Schultheis das Verteidigerpaar im damals überwiegend praktizierten WM-System. Dem Nachwuchstalent unterlief im Neckarstadion ein Eigentor. Trotzdem kam er bereits im nachfolgenden Punktspiel, den 4. November, zu seinem zweiten Ligaeinsatz. Das Spiel gewann die Elf vom Stadion am Bieberer Berg mit 5:3 gegen Schwaben Augsburg. Durch den siebten Rang nach Rundenende wurde die Qualifikation zur in der nächsten Saison neu eingeführten Bundesliga knapp verpasst, da die zwar gleich eingestuften Karlsruher SC und der VfB Stuttgart in der Abschlusstabelle weiter vorne platziert waren. So starteten Oehlenschläger und seine Kickers-Mannschaftskameraden in der Saison 1963/64 in der zweitklassigen Fußball-Regionalliga Süd. In den ersten zwei Runden belegte der OFC jeweils den dritten Rang und verpasste somit jeweils knapp die Aufstiegsrunde zur Bundesliga. Dies trotz Angreifern wie Sigfried Held, Siegfried Gast, Oskar Lotz und der Spielerpersönlichkeit Hermann Nuber. In der Saison 1965/66 gelang die Qualifikation zur Aufstiegsrunde, durch die Belegung des zweiten Platzes, hinter dem FC Schweinfurt 05. In der Aufstiegsrunde absolvierte Oehlenschläger – der Verteidiger hatte alle 34 Rundenspiele bei der Erringung der Vizemeisterschaft bestritten – unter Trainer Kurt Baluses alle sechs Spiele. Doch die Kickers konnten sich nicht gegen Fortuna Düsseldorf, den FK Pirmasens und Hertha BSC durchsetzen und verblieben in der Regionalliga. Eine Saison später, 1966/67, feierten die Kickers die Meisterschaft und konnten sich in der anschließend Aufstiegsrunde – Alemannia Aachen schaffte den Aufstieg – erneut nicht durchsetzen. Wiederum hatte der Verteidiger alle 34 Rundenspiele wie auch die acht Spiele in der Aufstiegsrunde absolviert. In der Saison 1967/68 gelang den Kickers nach Platz zwei in der Liga, unter Interimstrainer Kurt Schreiner der Aufstieg in die Bundesliga. In der zweitklassigen Regionalliga Süd hatte Oehlenschläger von 1963 bis 1968 125 Spiele für Offenbach bestritten. Oehlenschläger blieb noch ein Jahr bei den Kickers, belegte 1968/69 in der Bundesliga den letzten Platz und stieg wieder ab; er hatte elf Spiele in der Bundesliga absolviert.
Anschließend wechselte er zum SC Opel Rüsselsheim in die Regionalliga Süd. Er debütierte bei den Schwarz-Gelben am Rundenbeginn, den 17. August 1969, ausgerechnet bei einem 3:1-Auswärtserfolg gegen seinen alten Verein Kickers Offenbach. Friedel Späth hielt als Libero mit Oehlenschläger die Abwehr zusammen und im Angriff machte der junge Karl-Heinz Kamp in der Mannschaft von Trainer Bernd Trautmann auf sich aufmerksam. In drei Runden absolvierte er für Rüsselsheim 105 Spiele und schoss ein Tor. Nach dem Abstieg 1971/72 schloss er sich dem FSV Frankfurt an; mit der Elf vom Bornheimer Hang wurde er 1973 Meister in der Hessenliga und stieg in die Regionalliga auf. Dort kam er im letzten Jahr der alten Zweitklassigkeit der Regionalliga nochmals zu 31 Einsätzen in der Regionalliga Süd. Die Mannschaft um Spielertrainer Horst Trimhold belegte den 11. Rang.
Insgesamt wird Oehlenschläger mit 251 Regionalligaeinsätzen (1 Tor), 17 Bundesliga-Aufstiegsrundenspielen, 11 Bundesligaspielen und zwei Oberligaspielen geführt.